# Ap- та Bp-зорі
Ap- та Bp-зорі (Магнітні зорі) — пекулярні зорі (звідси і літера «p» латиницею) спектральних класів A and B, які демонструють надмірну кількість окремих металів, таких як стронцій, хром та європій; також, часто наявна і надмірна кількість празеодиму та неодиму. Ці зорі обертаються значно повільніше ніж звичайні зорі класів A та B (хоча окремі представники мають швидкість обертання до 100 км/сек) та мають сильніші магнітні поля.
Надлишок важких елементів на поверхні таких зір може бути результатом виносу з ядра у верхні шари речовини, багатої на елементи, які утворюються при швидкому захопленні нейтронів ядрами атомів (r-процес), коли нестабільне новоутворене ядро не встигає розпастися до захоплення наступного нейтрона..

## Магнітні поля
Ap- та Bp-зорі мають сильніші магнітні поля ніж класичні зорі класів відповідно A чи B. Типово сила магнітного поля таких зір становить від декількох тисяч гаусів до декількох десятків тисяч. Наприклад, у зорі HD 215441 воно сягає 33 500 гаусів (3,35 Тесла). У більшості випадків поле, змодельоване як простий диполь, є добрим наближенням та надає пояснення, чому в магнітному полі зорі є періодичні зміни, — якщо таке поле не узгоджено з віссю обертання зорі, сила поля буде змінюватись при її обертанні. На підтвердження цієї теорії слугує той факт, що зміни в магнітному полі обернено корелюють зі швидкістю обертання Ця модель дипольного поля, в якому магнітна вісь зсунута щодо осі обертання, називається модель похилого ротатора.
Походження ж таких сильних магнітних полів у Ap- та Bp-зір є нез'ясованим. Було запропоновано дві теорії[джерело?]:
- Перша — теорія викопного поля, за якою магнітне поле таких зір є реліктом початкового поля міжзоряного середовища. У міжзоряному середовищі достатньо магнітного поля, щоб створити такі сильні магнітні поля в зорях — настільки багато, що потрібно було застосувати теорію амбіполярної дифузії, яка пояснює зменшення поля в звичайних зорях. Ця теорія вимагає, щоб магнітне поле лишалось стабільним протягом тривалого проміжку часу, і наразі незрозуміло, чи може схилене поле лишатись стабільним необхідний час. Інша проблема теорії — пояснення, чому лише невелика частина зір спектрального класу A мають сильні магнітні поля;
- Друга теорія утворення сильного магнітного поля — динамо-дія всередині ядер Ap-зір, які обертаються; однак нахил поля до осі обертання поки що не може бути відтворений за цією моделлю — у результаті отримують поле або узгоджене з віссю обертання, або під кутом 90° до неї. Також не з'ясовано, чи можливо в рамках цієї моделі створити таке велике дипольне поле, адже зоря обертається повільно. І хоча повільне обертання можна вписати в модель швидким обертанням ядра з високим градієнтом обертання до поверхні, малоймовірно, що результатом буде необхідне асиметричне магнітне поле.

Поляриметричні виміри дозволили встановити вектор Стокса, з якого можна визначити геометрію магнітного поля, і Ap- та Bp-зорі показують швидше складне багатополюсне поле, ніж просте дипольне (північ-південь).

## Еволюція
Попередниками Ap- та Bp-зір вважають молоді зорі Ae/Be зорі Гербіга. Однак останні обертаються значно швидше, ніж перші (~ 1 дня). Вважається, що уповільнення відбувається за рахунок взаємодії магнітного поля зорі з іонізованою внутрішньою зоною протопланетарного диска, якому передається значна частина початкового обертального моменту. Для досягнення типової для Ap- та Bp-зір швидкості обертання ~1 місяць, подальше зниження відбувається за рахунок замерзання речовини зоряного вітру в лініях магнітного поля.

## Плями надлишку
У зір такого типу на поверхні спостерігаються плями, в яких кількість металів перевищує кількість у речовині довкола. Такі плями пов'язують із геометрією магнітного поля зорі. Деякі з цих зір мають варіації променевої швидкості за рахунок кількахвилинних пульсацій.

## Швидко осцилюючі Ap-зорі
Підтипом цього типу зір є швидко осцилюючі Ap-зорі (roAp-зорі), які демонструють короткі тисячні зміни зоряної величини у фотометричному діапазоні та зміни у радіальних швидкостях спектральних ліній.
Такі зміни вперше спостерігали у дуже пекулярній Ap-зорі HD101065 (зоря Пшибильського). Такі зорі розташовані в самому низу смуги нестабільності δ Щита, на головній послідовності. Зараз відомо 35 roAp-зір. Періоди їх пульсацій становлять 5-21 хвилину, вони пульсують у високих нерадіальних режимах під тиском.